# Слов'янський парк
Слов'я́нський парк — парк-пам'ятка садово-паркового мистецтва місцевого значення в Україні. Розташований поруч з центральною частиною міста Володимир Волинської області, у заплаві річки Луга між річками Смоча та Риловиця.
Площа — 27,53 га. Статус присвоєно згідно з рішенням облради від 4.11.1997 року № 12/4. Перебуває у віданні КП «Управляюча житлова компанія» Володимирської міської ради.
Парк, що входить до зеленої зони міста, закладений у 1988 р. На «Княжій алеї» встановлені скульптури давньоруських князів: Романа Мстиславовича (Мстислава), малолітніх синів князя Романа – Данила і Василька, короля Данила Галицького (автор  Теодозія Бриж). У парку є два джерела з прозорою чистою водою, що регулюють гідрологічний режим р. Луги. У лучній частині парку росте коручка болотяна Epipactis palustris, занесена до Червоної книги України, Червоного списку МСОП.

## Галерея

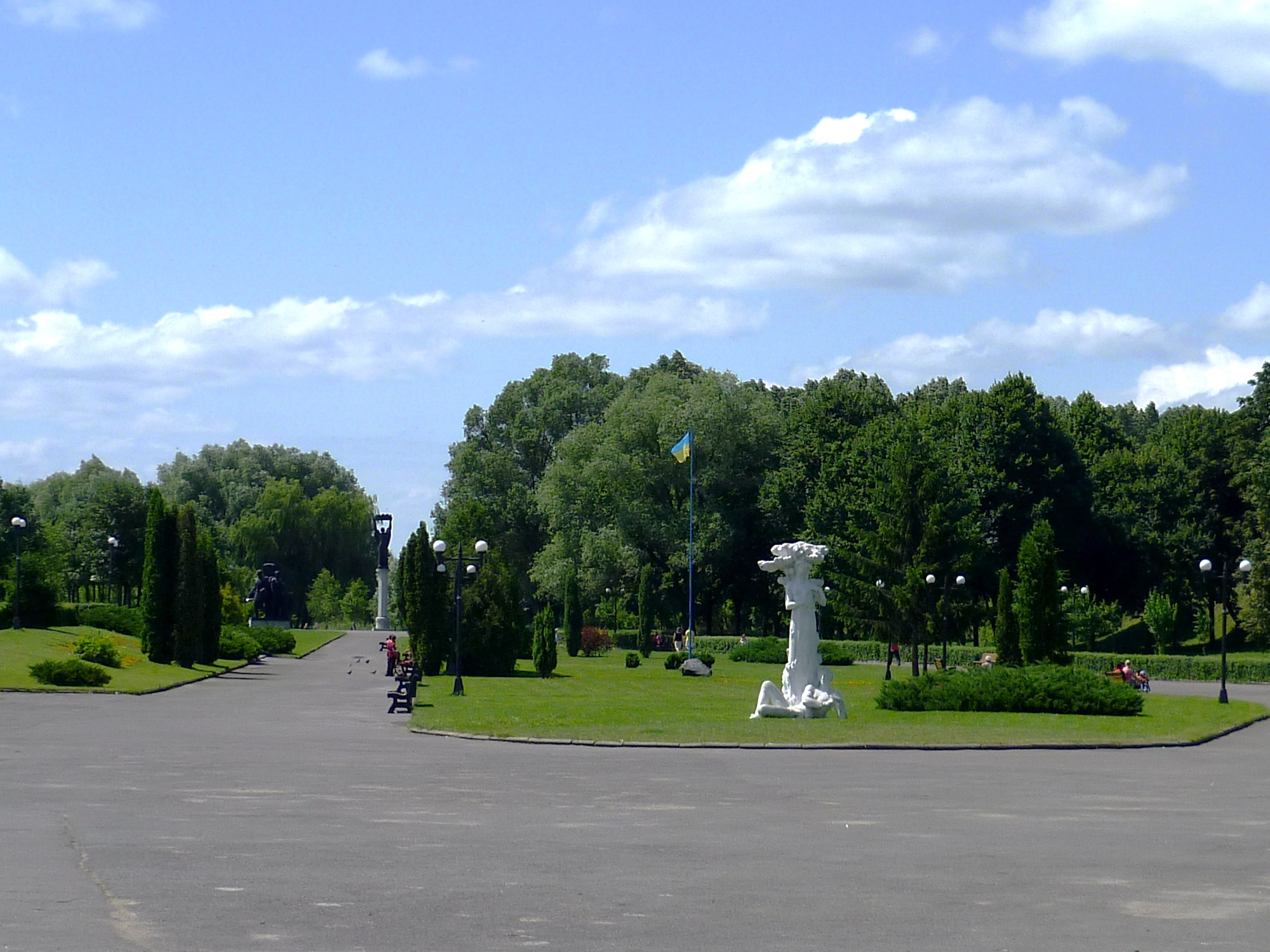
Вигляд з вул. Луцької
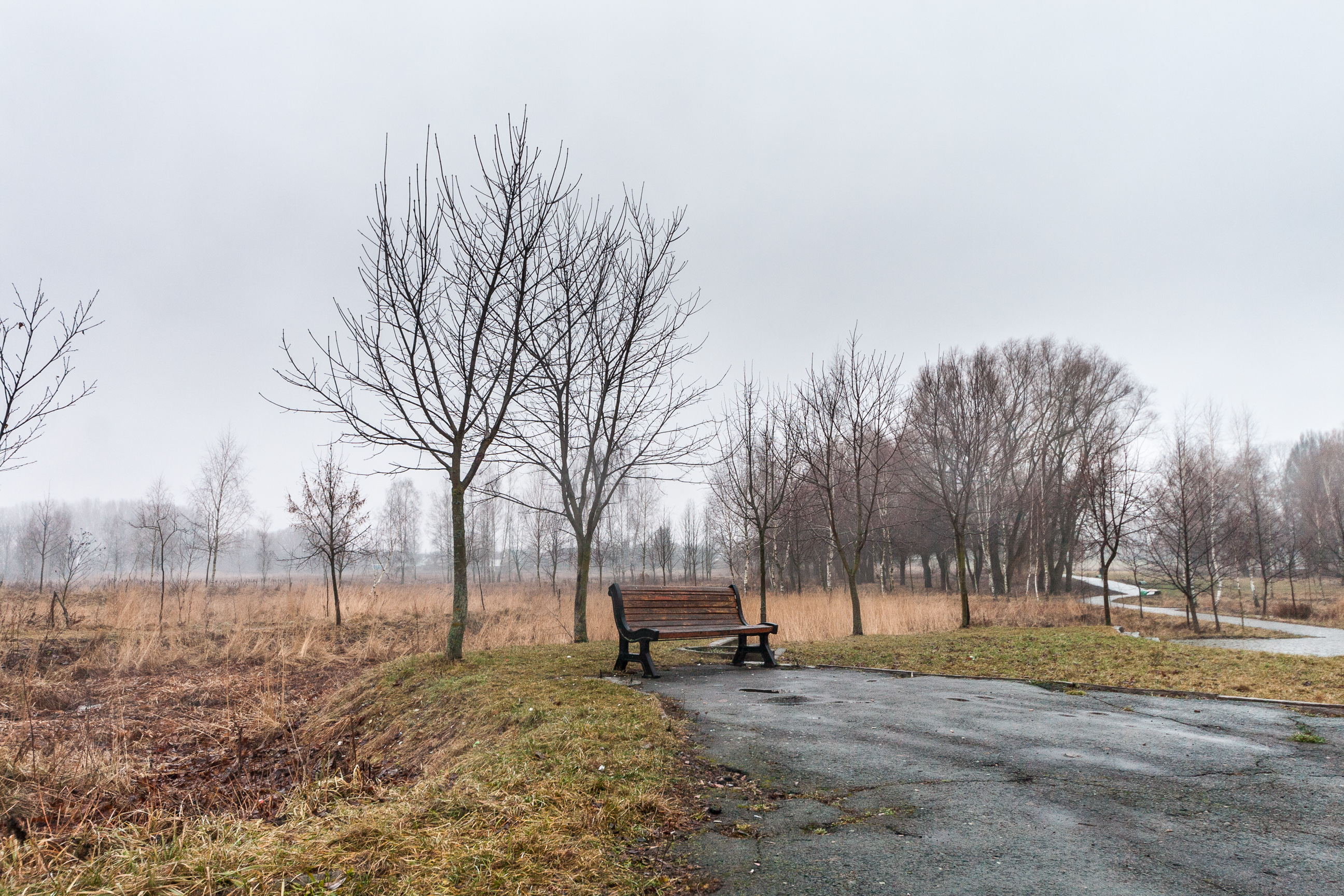
Вигляд у січні 2015 року
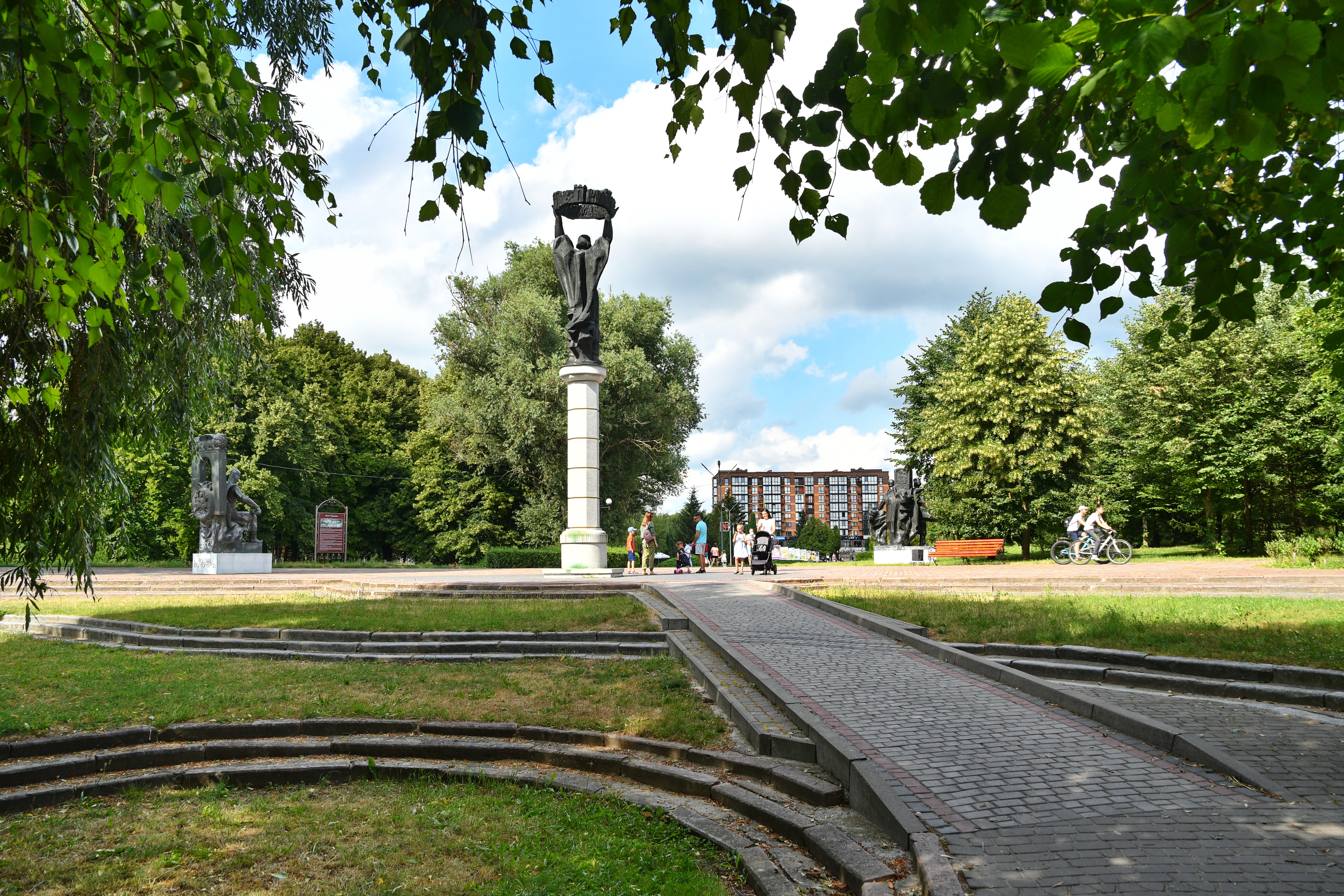
Вигляд на центральну алею з глибини парку
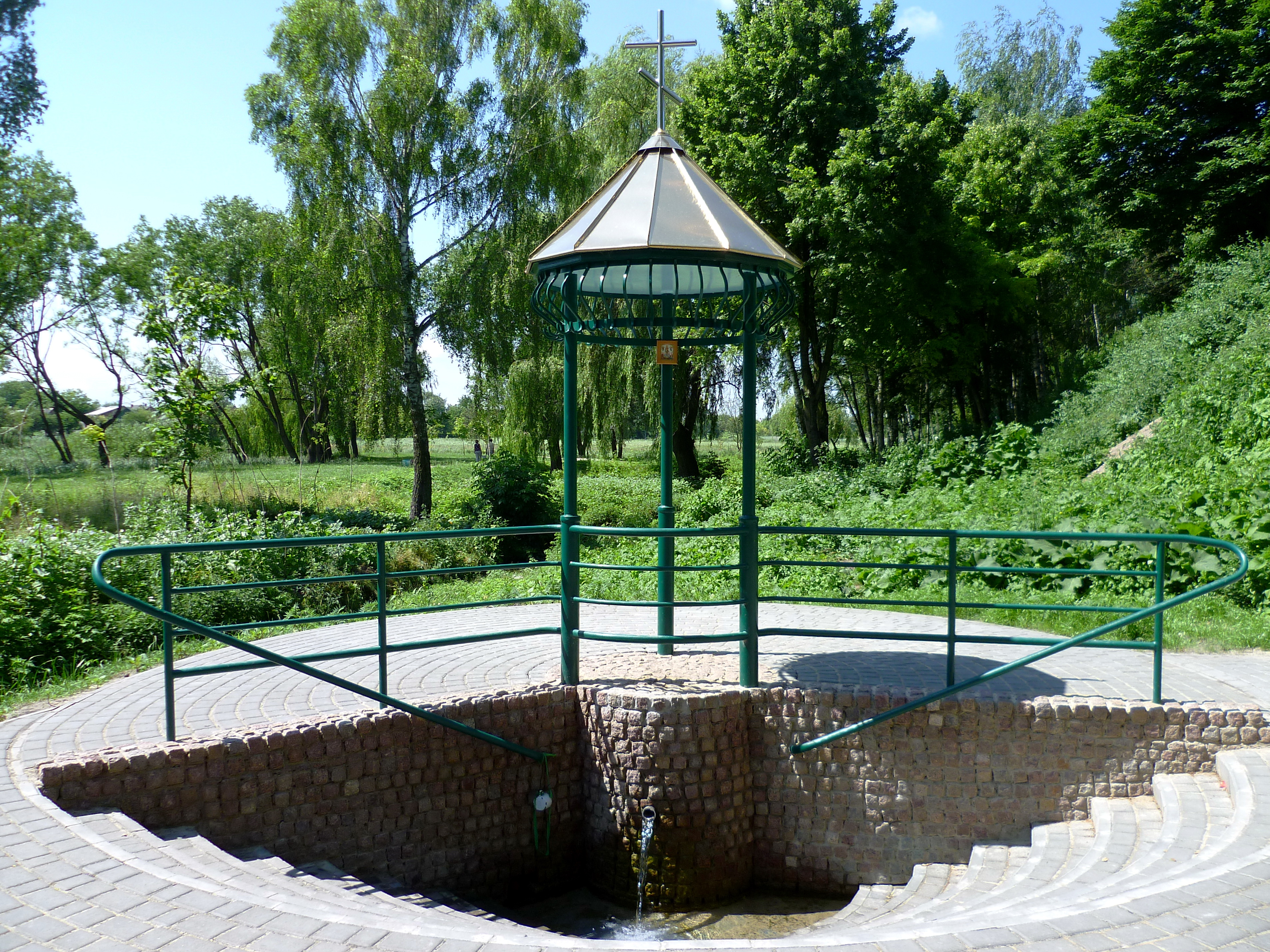
Джерело на південь від Свято-Успенського кафедрального собору
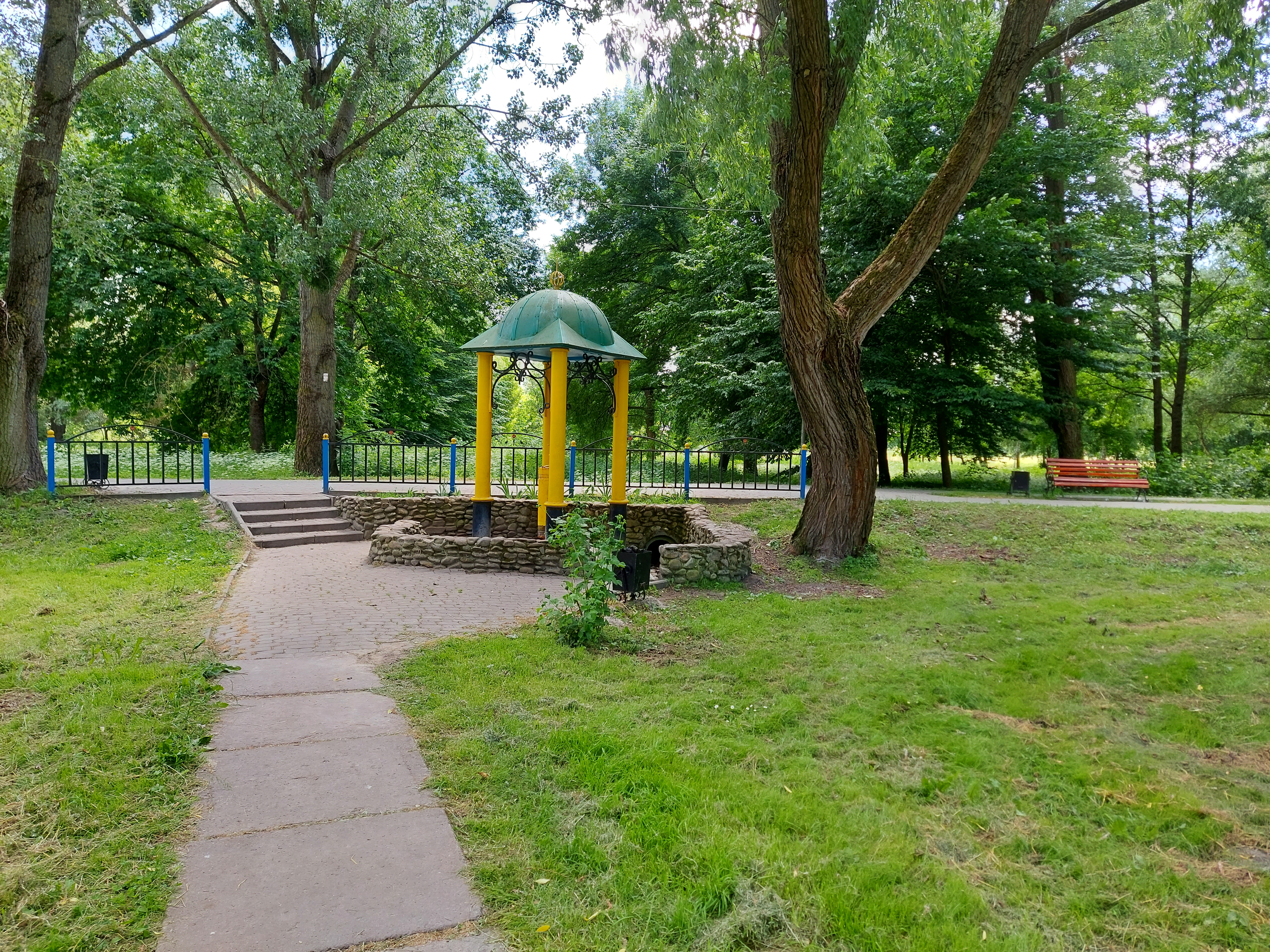
Найстаріше джерело
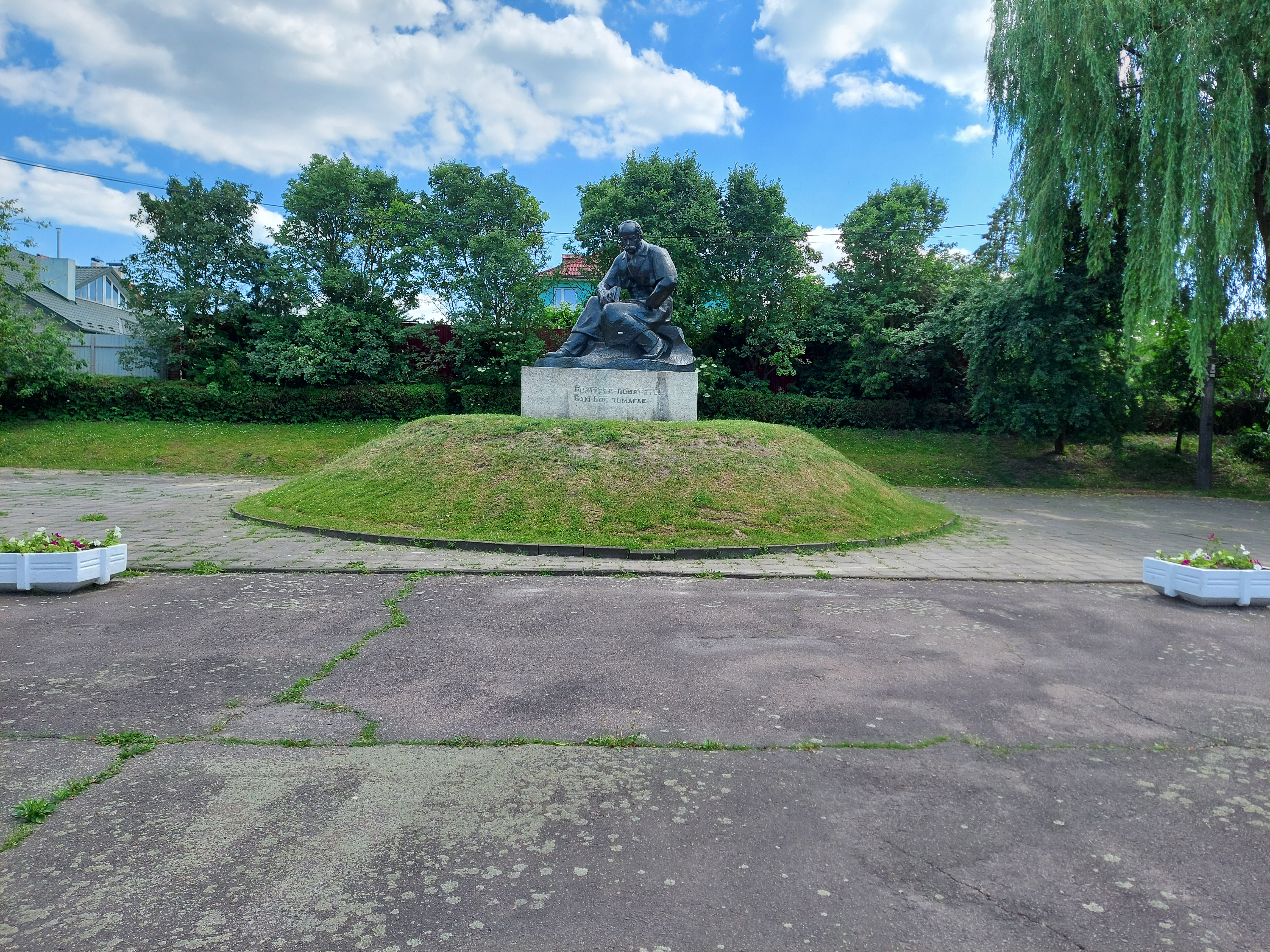
Пам'ятник Тарасу Шевченку
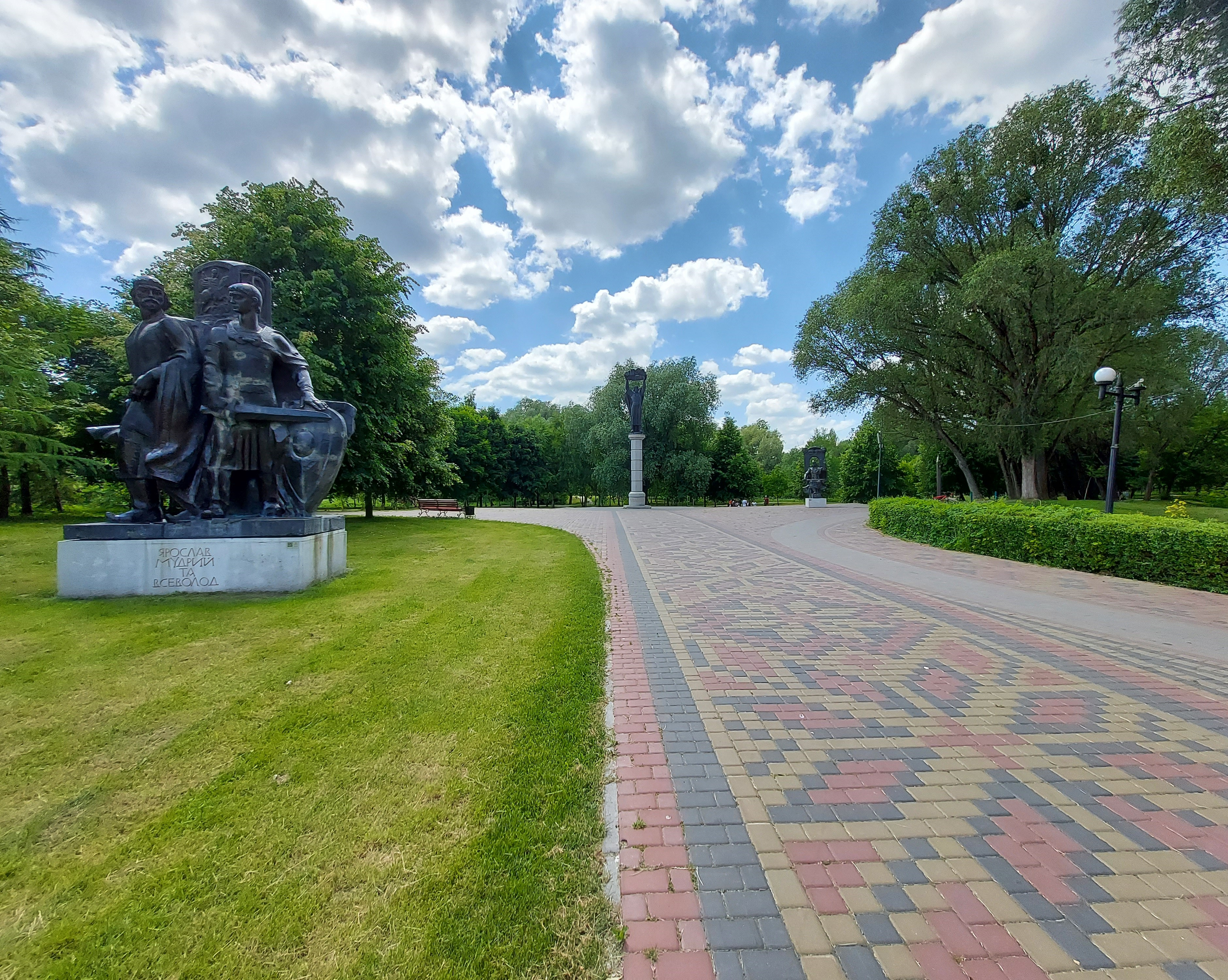
Центральна алея з фігурами князів
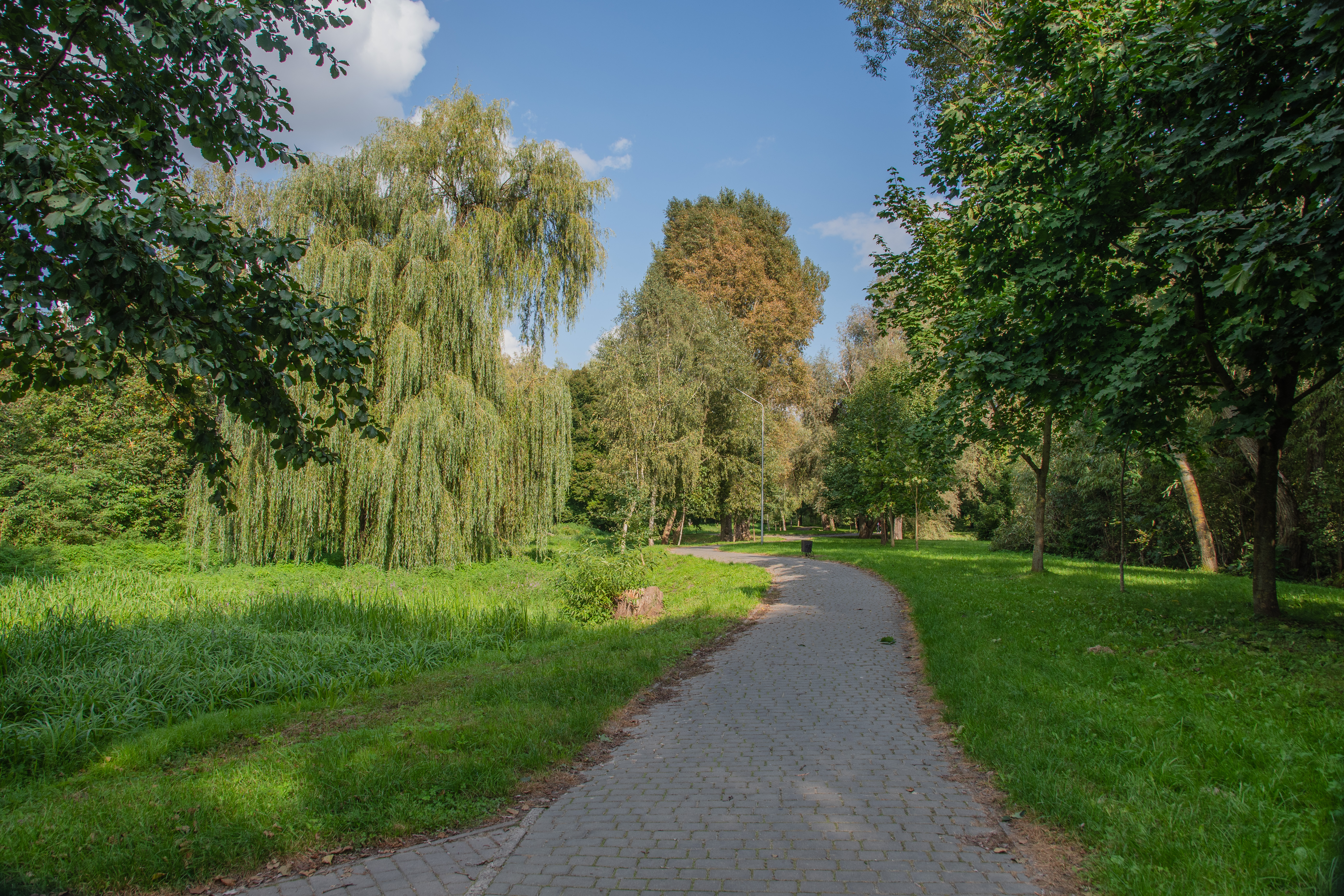
Вигляд у вересні 2023 року